# Campionato Europeo UEFS 2004
Il sesto Campionato europeo di futsal (calcio da sala) denominato Eurofutsal, organizzato dalla UEFS si è svolto a Baranovichi, in Bielorussia nel 2004 ed ha visto la partecipazione di otto formazioni nazionali. In questa edizione che giunge dopo ben sei anni dalla precedente del 1998, i padroni di casa della Bielorussia hanno la meglio in finale sulla Repubblica Ceca, terza la Russia campione uscente.

## 1º turno
| Pool A      |     |   |   |   |   |    |    |
| Squadra     | Pt. | P | V | N | P | GF | GS |
| Bielorussia | 9   | 3 | 3 | 0 | 0 | 11 | 1  |
| Rep. Ceca   | 3   | 3 | 1 | 0 | 2 | 11 | 12 |
| Belgio      | 3   | 3 | 1 | 0 | 2 | 9  | 12 |
| Norvegia    | 3   | 3 | 1 | 0 | 2 | 7  | 14 |

| Rep. Ceca   | 6 - 3 | Norvegia    |
| Bielorussia | 4 - 0 | Belgio      |
| Belgio      | 3 - 4 | Norvegia    |
| Bielorussia | 2 - 1 | Rep. Ceca   |
| Rep. Ceca   | 4 - 6 | Belgio      |
| Norvegia    | 0 - 5 | Bielorussia |

| Pool B    |     |   |   |   |   |    |    |
| Squadra   | Pt. | P | V | N | P | GF | GS |
| Russia    | 6   | 3 | 2 | 0 | 1 | 19 | 7  |
| Ucraina   | 6   | 3 | 2 | 0 | 1 | 18 | 9  |
| Armenia   | 3   | 3 | 1 | 0 | 2 | 9  | 29 |
| Catalogna | 3   | 3 | 1 | 0 | 2 | 13 | 14 |

| Armenia | 1 - 13 | Ucraina   |
| Russia  | 2 - 3  | Catalogna |
| Russia  | 13 - 1 | Armenia   |
| Ucraina | 5 - 4  | Catalogna |
| Russia  | 4 - 3  | Ucraina   |
| Armenia | 7 - 6  | Catalogna |

## Classificazione

### 7º-8º posto
|                                              | Catalogna            | ? – ? | Norvegia |  |
| \| \| \| \| \| \| Tiri di rigore 3 – 3 \| \| |                      |       |          |  |
|                                              |                      |       |          |  |
|                                              | Tiri di rigore 3 – 3 |       |          |  |

### 5º-6º posto
|  | Belgio | 2 – 0 | Armenia |  |

## Fase finale

### Semifinali
|  | Bielorussia | 5 – 1 | Ucraina |  |

|                                              | Russia               | ? – ? | Rep. Ceca |  |
| \| \| \| \| \| \| Tiri di rigore 5 – 5 \| \| |                      |       |           |  |
|                                              |                      |       |           |  |
|                                              | Tiri di rigore 5 – 5 |       |           |  |

### Finale 3º-4º posto
|  | Ucraina | 3 – 12 | Russia |  |

### Finale
|  | Bielorussia | 4 – 0 | Rep. Ceca |  |

## Classifica finale
- Bielorussia
- Rep. Ceca
- Russia
- Ucraina
- Belgio
- Armenia
- Catalogna
- Norvegia